# Kosasia typica
Kosasia typica är en insektsart som beskrevs av William Lucas Distant 1910. Kosasia typica ingår i släktet Kosasia och familjen dvärgstritar. Inga underarter finns listade i Catalogue of Life.